# Kathedrale St. Peter und Paul (Gliwice)

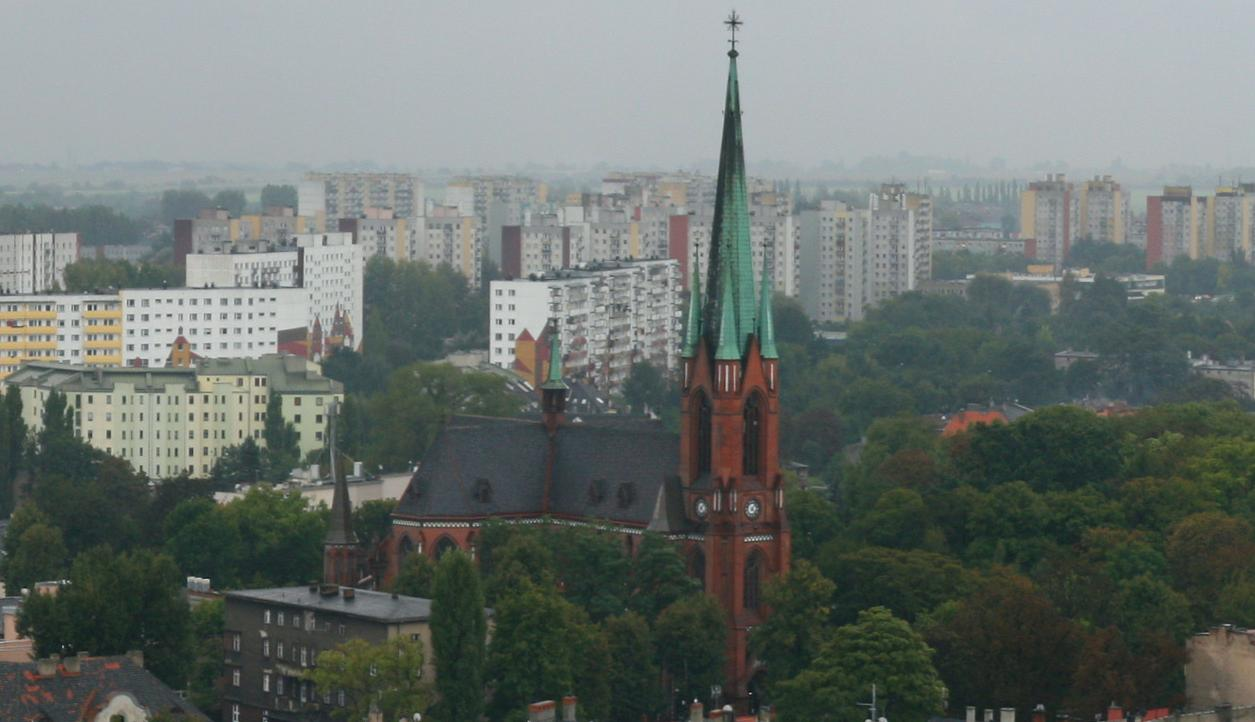
Von der Allerheiligenkirche aus

St. Peter und Paul (polnisch Katedra Świętych Apostołów Piotra i Pawła) ist die Domkirche des katholischen Bistums Gliwice (Gleiwitz) und befindet sich in der Innenstadt von Gliwice, südlich der Altstadt, in der ul. Jana Pawła II.

## Geschichte

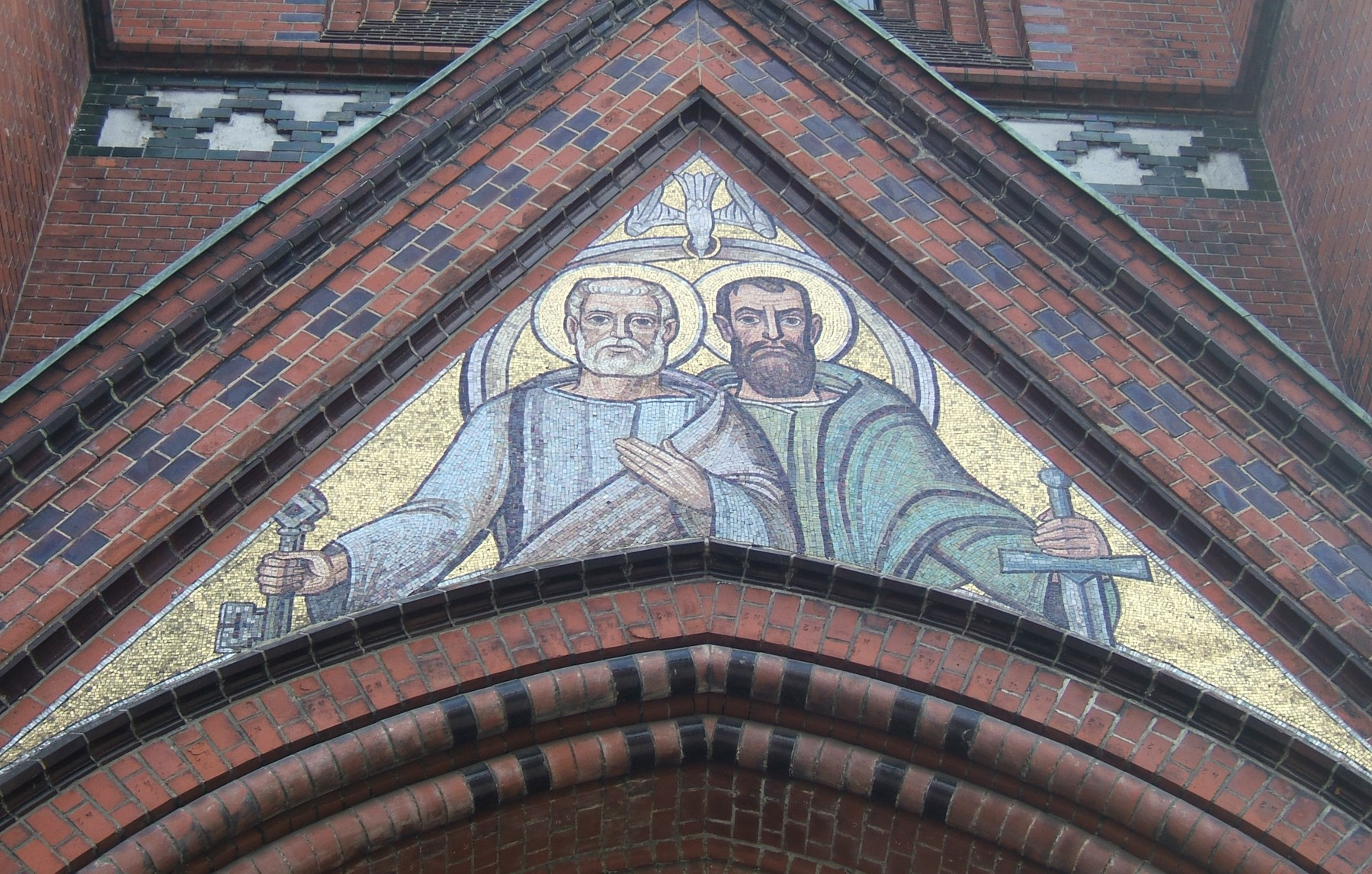
Bild der Apostel Petrus und Paulus

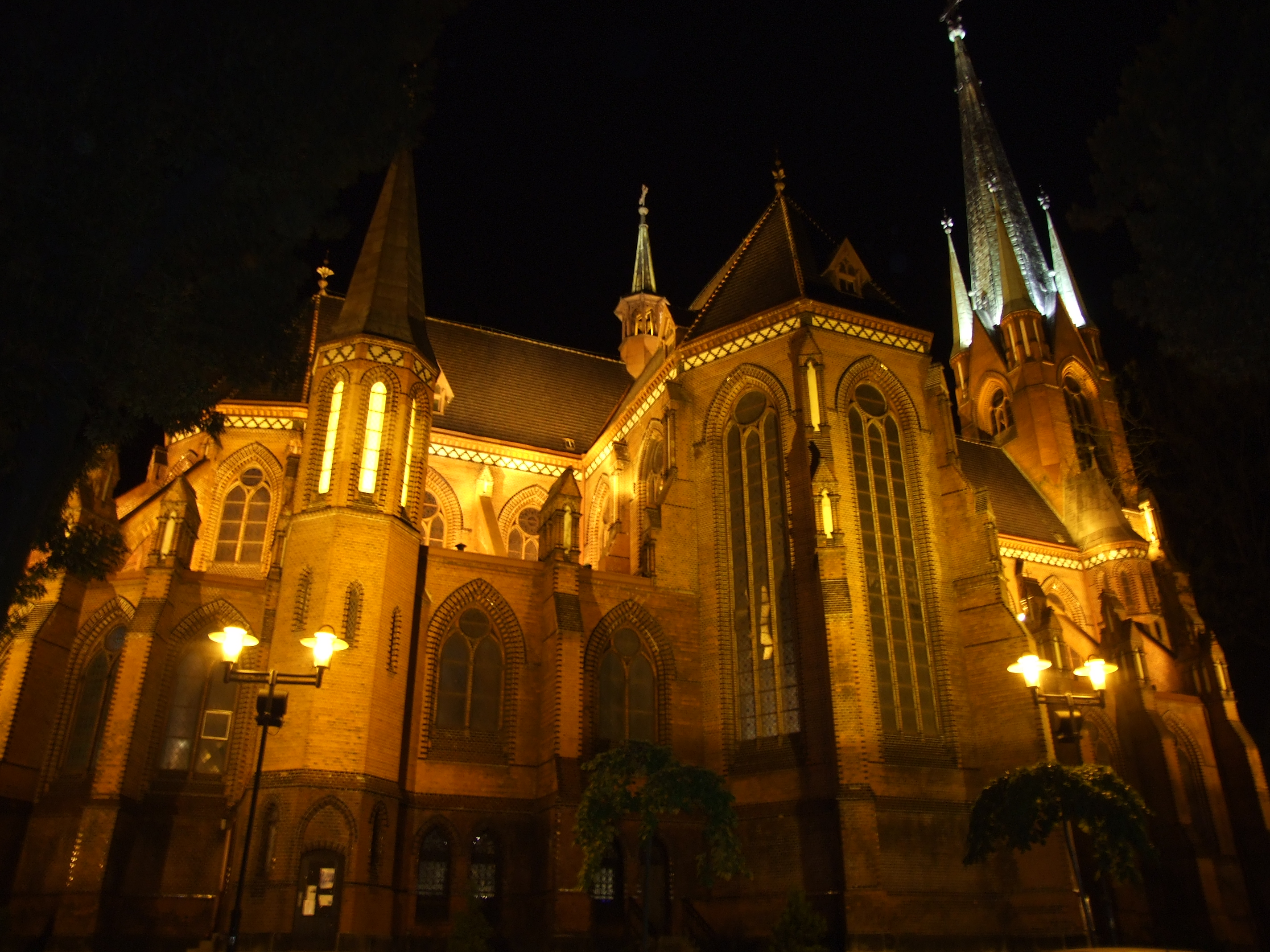
Der Dom

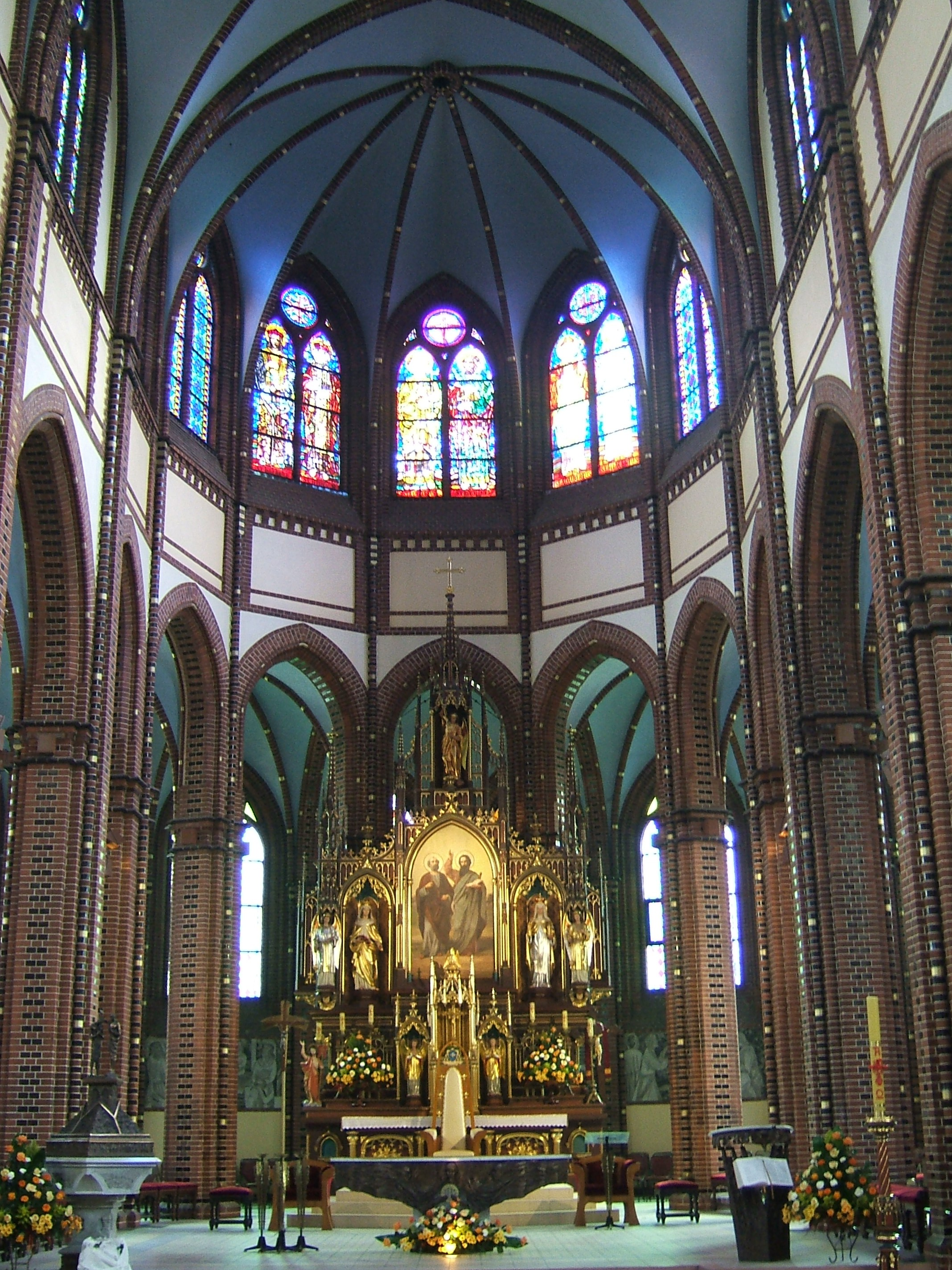
Der Dom von innen

Das Kirchengelände schenkte die Stadt Gleiwitz der Gemeinde der Allerheiligenkirche im Jahr 1890. Da die Pfarrkirche für die Kirchengemeinde zu klein wurde, sollte auf dem Grundstück eine zweite Kirche gebaut werden. Die neogotische Peter-Paul-Kirche wurde zwischen 1896 und 1900 nach Plänen des Architekten Bruno Heer aus Wien erbaut. Am 10. September 1922 wurden die Glocken „St. Joseph“, „St. Maria“ und „St. Georg“ feierlich durch Pfarrer Jaglo geweiht. 
Mit der Gründung der Diözese Gliwice am 25. März 1992 wurde die Pfarrkirche zur Domkirche erhoben.

## Architektur
Die historistische dreischiffige Basilikahalle ist ein Backsteinbau, der in Form eines lateinischen Kreuzes erbaut wurde. Abgeschlossen wird die Halle mit einem Altarraum. An der Fassade aus Klinkersteinen und glasierten Ziegelsteinen befinden sich Stützbögen. Über dem Hauptportal befindet sich ein farbiges Mosaik der Kirchenpatrone, der heiligen Apostel Petrus und Paulus. Sie sind auch auf einem Gemälde am Hauptaltar und an einem Mosaikfenster im Altarraum abgebildet. Der Kirchturm ist 75,5 Meter hoch. Über der Vierung befindet sich ein sechseckiger Dachreiter.

## Orgel

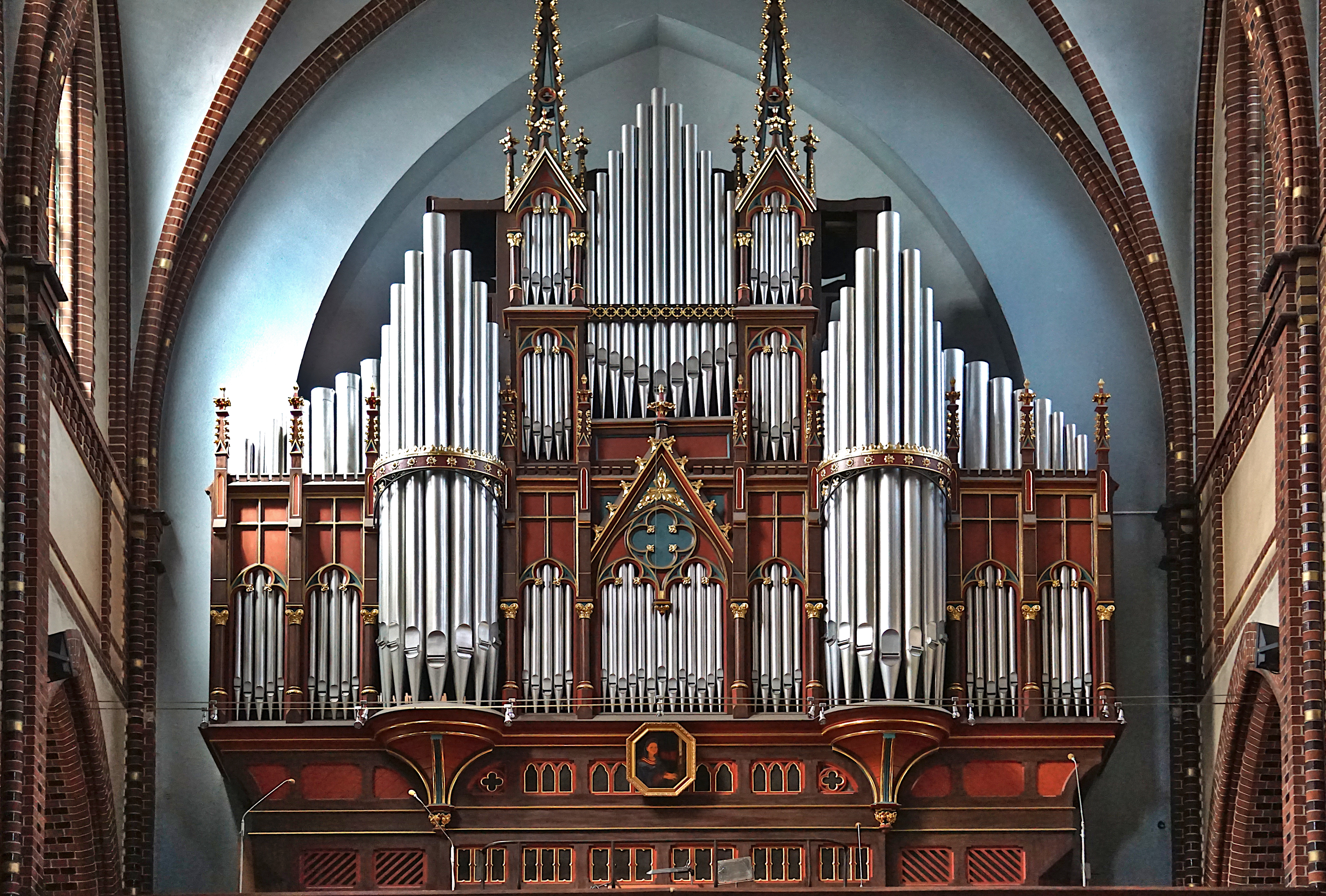
Prospekt der Orgel

Die Orgel stammt von der Firma Rieger. Das Instrument hat Register auf drei Manualwerken und Pedal gemäß unten folgender Disposition. Die Spiel- und Registertrakturen sind elektro-pneumatisch.
| I. Manualwerk C–a3 |       |
| Prinzipal          | 16′   |
| Gemshorn           | 8′    |
| Doppelflöte        | 8′    |
| Gamba              | 8′    |
| Hohlflöte          | 8′    |
| Prinzipal          | 8′    |
| Rohrflöte          | 4′    |
| Spitzflöte         | 4′    |
| Octave             | 4′    |
| Quinte             | 2 ⁄3′ |
| Octave             | 2′    |
| Kornett III-V      |       |
| Rauschpfeife II    |       |
| Mixtur V-VI        |       |
| Trompete           | 8′    |
| Harfe              |       |

| II. Manualwerk C–a3 |        |
| Bordun              | 16′    |
| Salizional          | 8′     |
| Lieblich Gedackt    | 8′     |
| Flaut dolce         | 8′     |
| Prinzipal minor     | 8′     |
| Gemshorn            | 4′     |
| Prästant            | 4′     |
| Nazard              | 2 ⁄3′  |
| Waldflöte           | 2′     |
| Terz                | 1 3⁄5′ |
| Cymbel III          |        |
| English Horn        | 8′     |
| Tremolo             |        |

| III. Manualwerk C–a3 |       |
| Schwebend Aeoline    | 8′    |
| Viola di Gamba       | 8′    |
| Quintade             | 8′    |
| Portunalflöte        | 8′    |
| Geigenprinzipal      | 8′    |
| Nachthorn gedackt    | 4′    |
| Prinzipal            | 4′    |
| Quintflöte           | 2 ⁄3′ |
| Flageolette          | 2′    |
| Siffflöte            | 1′    |
| Sesquialtera II      |       |
| Mixtur IV            |       |
| Rankett              | 16′   |
| Oboe                 | 8′    |

| Pedalwerk C–f1  |         |
| Gambabass       | 16′     |
| Subbass         | 16′     |
| Violonbass      | 16′     |
| Prinzipalbass   | 16′     |
| Quintbass       | 10 2⁄3′ |
| Bassflöte       | 8′      |
| Cello           | 8′      |
| Octavbass       | 8′      |
| Prinzipal       | 4′      |
| Nachthorn       | 2′      |
| Rauschpfeife IV |         |
| Posaune         | 16′     |
| Basstrompete    | 8′      |

Alle Metallelemente in der Kirche wurden von der Königlich Preußischen Eisengießerei in Gleiwitz gefertigt.